# Olympische Sommerspiele 2016/Teilnehmer (Andorra)
| Gelbes Symbol für Goldmedaillen mit stilisierten Olympischen Ringen | Graues Symbol für Silbermedaillen mit stilisierten Olympischen Ringen | Braundes Symbol für Bronzemedaillen mit stilisierten Olympischen Ringen |
| ------------------------------------------------------------------- | --------------------------------------------------------------------- | ----------------------------------------------------------------------- |
| —                                                                   | —                                                                     | —                                                                       |

Andorra nahm an den Olympischen Spielen 2016 in Rio de Janeiro teil. Es war die insgesamt elfte Teilnahme an Olympischen Sommerspielen. Vom Comitè Olímpic Andorrà wurden insgesamt fünf Athleten in vier Sportarten nominiert.

## Teilnehmer nach Sportarten

### Judo
| Athleten           | Wettbewerb       | 1. Runde   | 1. Runde    | 2. Runde      | 2. Runde      | Viertelfinale | Viertelfinale | Halbfinale / Trostrunde | Halbfinale / Trostrunde | Finale / Platz 3 | Finale / Platz 3 | Rang          |
| Athleten           | Wettbewerb       | Gegner     | Ergebnis    | Gegner        | Ergebnis      | Gegner        | Ergebnis      | Gegner                  | Ergebnis                | Gegner           | Ergebnis         | Rang          |
| ------------------ | ---------------- | ---------- | ----------- | ------------- | ------------- | ------------- | ------------- | ----------------------- | ----------------------- | ---------------- | ---------------- | ------------- |
| Frauen             |                  |            |             |               |               |               |               |                         |                         |                  |                  |               |
| Laura Sallés Lopez | Klasse bis 63 kg | K. Haecker | 000s1:100s0 | ausgeschieden | ausgeschieden | ausgeschieden | ausgeschieden | ausgeschieden           | ausgeschieden           | ausgeschieden    | ausgeschieden    | ausgeschieden |

### Leichtathletik
Laufen und Gehen 
| Athleten | Wettbewerb | Runde 1     | Runde 1 | Halbfinale    | Halbfinale    | Finale        | Finale        | Rang |
| Athleten | Wettbewerb | Zeit        | Rang    | Zeit          | Rang          | Zeit          | Rang          | Rang |
| -------- | ---------- | ----------- | ------- | ------------- | ------------- | ------------- | ------------- | ---- |
| Männer   |            |             |         |               |               |               |               |      |
| Pol Moya | 800 m      | 1:48,88 min | 37      | ausgeschieden | ausgeschieden | ausgeschieden | ausgeschieden | 37   |

### Schießen
| Athleten         | Wettbewerb          | Qualifikation   | Qualifikation | Finale          | Finale        | Ringe/ Scheiben | Rang |
| Athleten         | Wettbewerb          | Ringe/ Scheiben | Rang          | Ringe/ Scheiben | Rang          | Ringe/ Scheiben | Rang |
| ---------------- | ------------------- | --------------- | ------------- | --------------- | ------------- | --------------- | ---- |
| Frauen           |                     |                 |               |                 |               |                 |      |
| Esther Barrugués | Luftgewehr 10 Meter | 396,9           | 51            | ausgeschieden   | ausgeschieden | 396,9           | 51   |

### Schwimmen
| Athleten       | Wettbewerb     | Vorlauf          | Vorlauf          | Halbfinale       | Halbfinale       | Finale           | Finale           | Rang             |
| Athleten       | Wettbewerb     | Zeit             | Rang             | Zeit             | Rang             | Zeit             | Rang             | Rang             |
| -------------- | -------------- | ---------------- | ---------------- | ---------------- | ---------------- | ---------------- | ---------------- | ---------------- |
| Frauen         |                |                  |                  |                  |                  |                  |                  |                  |
| Mónica Ramírez | 100 m Freistil | nicht angetreten | nicht angetreten | nicht angetreten | nicht angetreten | nicht angetreten | nicht angetreten | nicht angetreten |
| Männer         |                |                  |                  |                  |                  |                  |                  |                  |
| Pol Arias      | 400 m Freistil | 4:21,16 min      | 49               | –                | –                | ausgeschieden    | ausgeschieden    | 49               |